# Bom Jesus Da Lapa (flygplats i Brasilien)
Bom Jesus Da Lapa är en flygplats i Brasilien.   Den ligger i kommunen Bom Jesus da Lapa och delstaten Bahia, i den östra delen av landet, 600 km nordost om huvudstaden Brasília. Bom Jesus Da Lapa ligger 443 meter över havet.
Terrängen runt Bom Jesus Da Lapa är mycket platt, och sluttar västerut. Närmaste större samhälle är Bom Jesus da Lapa, 1,3 km nordväst om Bom Jesus Da Lapa.
Omgivningarna runt Bom Jesus Da Lapa är huvudsakligen savann. Runt Bom Jesus Da Lapa är det glesbefolkat, med 14 invånare per kvadratkilometer.